# Llista de topònims del Vendrell
Llista de topònims (noms propis de lloc) del municipi del Vendrell, al Baix Penedès
Informació actualitzada per un bot. Els canvis manuals es perdran quan s'actualitzi!

## cabana
| imatge | Nom                   | Ubicat a    | instància de | Detalls       | coordenades                                                                 | Protecció | Commons (més fotos) | Dades a WD                    |
| ------ | --------------------- | ----------- | ------------ | ------------- | --------------------------------------------------------------------------- | --------- | ------------------- | ----------------------------- |
|        | corral de l'Esguerrat | el Vendrell | cabana       | Estat: ruïnós | 41° 11′ 44″ N, 1° 29′ 27″ E / 41.1956479497539°N,1.49087077625367°E 95 msnm |           |                     | Modifica les dades a Wikidata |
|        | corral del Borrut     | el Vendrell | cabana       | Estat: ruïnós | 41° 11′ 40″ N, 1° 29′ 52″ E / 41.1944067414266°N,1.49789923186505°E 64 msnm |           |                     | Modifica les dades a Wikidata |
|        | era de Mas d'en Gual  | el Vendrell | cabana       |               | 41° 12′ 53″ N, 1° 31′ 02″ E / 41.2145983549824°N,1.51710762701904°E         |           |                     | Modifica les dades a Wikidata |

## casa
| imatge | Nom                                                     | Ubicat a    | instància de    | Detalls                                                    | coordenades                                                                                               | Protecció                                  | Commons (més fotos)                                     | Dades a WD                    |
| ------ | ------------------------------------------------------- | ----------- | --------------- | ---------------------------------------------------------- | --- | ------------------------------------------ | ------------------------------------------------------- | ----------------------------- |
|        | Ca l'Aleu                                               | el Vendrell | casa            | Estil: noucentisme arquitectura modernista 1914            | 41° 13′ 18″ N, 1° 32′ 06″ E / 41.22169°N,1.53493°E ca:Pl. Nova, 15 49 msnm                                | bé integrant del patrimoni cultural català | Ca l'Aleu (el Vendrell)                                 | Modifica les dades a Wikidata |
|        | Cal Borrut                                              | el Vendrell | casa            | Estil: arquitectura popular                                | 41° 12′ 13″ N, 1° 30′ 56″ E / 41.20353°N,1.5155°E                                                         | bé integrant del patrimoni cultural català | Cal Borrut (el Vendrell)                                | Modifica les dades a Wikidata |
|        | Cal Caselles                                            | el Vendrell | casa            | Estil: arquitectura modernista arquitectura eclèctica 1910 | 41° 13′ 11″ N, 1° 31′ 48″ E / 41.2198°N,1.52997°E ca:carrer de la Muralla, 1 - carrer de les Garrofes, 16 | bé integrant del patrimoni cultural català | Cal Caselles (el Vendrell)                              | Modifica les dades a Wikidata |
|        | Cal Xenda. Carretera del Dr. Robert, 6                  | el Vendrell | casa            | Estil: arquitectura modernista 20th century                | 41° 13′ 15″ N, 1° 32′ 10″ E / 41.220833333333°N,1.5361111111111°E ca:Carretera del Dr. Robert, 6          | bé integrant del patrimoni cultural català | Casa a la carretera del Dr. Robert, 4                   | Modifica les dades a Wikidata |
|        | Casa Benvingut Socias                                   | el Vendrell | casa            | Estil: arquitectura eclèctica                              | 41° 13′ 11″ N, 1° 31′ 48″ E / 41.219802°N,1.529966°E ca:Av. Tancat de la Plana, 24 - Pau Casals           | bé cultural d'interès local                | Casa Benvingut Socias                                   | Modifica les dades a Wikidata |
|        | Casa Mumbrú                                             | el Vendrell | casa            | Estil: arquitectura modernista                             | 41° 13′ 17″ N, 1° 32′ 05″ E / 41.22132°N,1.5346°E ca:Plaça Nova, 3                                        | bé integrant del patrimoni cultural català | Casa Mumbrú (el Vendrell)                               | Modifica les dades a Wikidata |
|        | Casa d'Àngel Guimerà                                    | el Vendrell | casa            | Estil: arquitectura popular                                | 41° 13′ 19″ N, 1° 32′ 04″ E / 41.222°N,1.5344166666666663°E                                               | bé cultural d'interès nacional             | Casa d'Àngel Guimerà (el Vendrell)                      | Modifica les dades a Wikidata |
|        | Casa nadiua de Pau Casals                               | el Vendrell | casa casa natal | Estil: arquitectura popular                                | 41° 13′ 18″ N, 1° 32′ 04″ E / 41.2218°N,1.53447°E ca:Santa Anna, 4                                        | bé cultural d'interès local                | Casa nadiua de Pau Casals                               | Modifica les dades a Wikidata |
|        | Caseta de Ca la Miquela                                 | el Vendrell | casa            |                                                            | 41° 13′ 28″ N, 1° 32′ 13″ E / 41.224444444444°N,1.5369444444444°E ca:Camí de Tomoví, 4                    | bé cultural d'interès local                | Caseta de Ca la Miquela                                 | Modifica les dades a Wikidata |
|        | Vila Torres                                             | Coma-ruga   | casa            | Estil: arquitectura modernista 1910                        | 41° 10′ 54″ N, 1° 31′ 35″ E / 41.18166°N,1.526477°E ca:Carretera de Vilafranca, 25                        |                                            |                                                         | Modifica les dades a Wikidata |
|        | Vil·la Buenaventura                                     | el Vendrell | casa            | Estil: noucentisme 1933                                    | 41° 10′ 50″ N, 1° 31′ 22″ E / 41.1806°N,1.5227°E ca:Pg. Marítim, 35, Coma-ruga 2 msnm                     | bé cultural d'interès local                | Vil·la Buenaventura                                     | Modifica les dades a Wikidata |
|        | ca l'Amadeo                                             | el Vendrell | casa            | Estil: noucentisme 20th century                            | 41° 13′ 24″ N, 1° 32′ 05″ E / 41.22341°N,1.53483°E ca:Carrer de Sant Magí, 62 51 msnm                     | bé integrant del patrimoni cultural català | Ca l'Amadeo                                             | Modifica les dades a Wikidata |
|        | cal Fontana                                             | el Vendrell | casa            | Estil: historicisme arquitectònic 19th century             | 41° 13′ 15″ N, 1° 32′ 03″ E / 41.2209°N,1.53408°E ca:Carrer de la Muralla, 29 48 msnm                     | bé integrant del patrimoni cultural català | Cal Fontana (el Vendrell)                               | Modifica les dades a Wikidata |
|        | cal Gibert                                              | el Vendrell | casa            | Estil: arquitectura eclèctica 19th century                 | 41° 13′ 21″ N, 1° 32′ 20″ E / 41.2224°N,1.53891°E ca:Carretera del Dr. Robert, 55                         | bé integrant del patrimoni cultural català | Cal Gibert                                              | Modifica les dades a Wikidata |
|        | cal Maginet                                             | el Vendrell | casa            | Estil: arquitectura eclèctica 19th century                 | 41° 13′ 12″ N, 1° 32′ 10″ E / 41.22005°N,1.536°E ca:Carrer d'Orient, 1 46 msnm                            | bé integrant del patrimoni cultural català | Cal Maginet (el Vendrell)                               | Modifica les dades a Wikidata |
|        | cal Parera                                              | el Vendrell | casa            | Estil: arquitectura modernista 20th century                | 41° 13′ 15″ N, 1° 32′ 10″ E / 41.220833333333°N,1.5361111111111°E ca:Carretera del Dr. Robert, 4          | bé integrant del patrimoni cultural català | Cal Parera (el Vendrell)                                | Modifica les dades a Wikidata |
|        | casa a la plaça Francesc Macià, 1                       | el Vendrell | casa            | Estil: arquitectura eclèctica                              | 41° 13′ 12″ N, 1° 32′ 09″ E / 41.2199°N,1.53597°E                                                         | bé integrant del patrimoni cultural català | Casa a la plaça Francesc Macià, 1 (el Vendrell)         | Modifica les dades a Wikidata |
|        | casa al carrer Prat de la Riba i Baixada de Sant Miquel | el Vendrell | casa            | Estil: noucentisme 1917                                    | 41° 13′ 15″ N, 1° 32′ 08″ E / 41.2209°N,1.53569°E ca:C. Prat de la Riba - Baixada de Sant Miquel 47 msnm  | bé cultural d'interès local                | Casa al carrer Prat de la Riba i Baixada de Sant Miquel | Modifica les dades a Wikidata |
|        | casa al carrer Prat de la Riba, 2                       | el Vendrell | casa            | Estil: arquitectura eclèctica 19th century                 | 41° 13′ 15″ N, 1° 32′ 09″ E / 41.22088°N,1.53591°E ca:Carrer de Prat de la Riba, 2 47 msnm                | bé integrant del patrimoni cultural català | Casa al carrer Prat de la Riba, 2                       | Modifica les dades a Wikidata |
|        | casa al carrer Prat de la Riba, 6                       | el Vendrell | casa            | Estil: noucentisme 20th century                            | 41° 13′ 14″ N, 1° 32′ 09″ E / 41.22063°N,1.53571°E ca:Carrer de Prat de la Riba, 6 47 msnm                | bé integrant del patrimoni cultural català | Casa al carrer Prat de la Riba, 6                       | Modifica les dades a Wikidata |
|        | el Portal del Pardo                                     | el Vendrell | casa            | Estil: gòtic tardà                                         | 41° 13′ 11″ N, 1° 32′ 02″ E / 41.2198°N,1.53399°E                                                         | bé cultural d'interès nacional             | Portal del Pardo (el Vendrell)                          | Modifica les dades a Wikidata |

## cementiri
| imatge | Nom                                 | Ubicat a               | instància de | Detalls | coordenades                                                                          | Protecció                   | Commons (més fotos)                 | Dades a WD                    |
| ------ | ----------------------------------- | ---------------------- | ------------ | ------- | ------------------------------------------------------------------------------------ | --------------------------- | ----------------------------------- | ----------------------------- |
|        | cementiri de Sant Vicenç de Calders | Sant Vicenç de Calders | cementiri    |         | 41° 12′ 24″ N, 1° 30′ 59″ E / 41.206665°N,1.516413°E ca:Ctra. de Sant Vicenç 92 msnm | bé cultural d'interès local | Cementiri de Sant Vicenç de Calders | Modifica les dades a Wikidata |
|        | cementiri del Vendrell              | el Vendrell            | cementiri    |         | 41° 13′ 07″ N, 1° 32′ 34″ E / 41.218583°N,1.542644°E                                 | bé cultural d'interès local | Cementiri del Vendrell              | Modifica les dades a Wikidata |

## curs d'aigua
| imatge | Nom                | Ubicat a                                                            | instància de | Detalls                                               | coordenades | Protecció | Commons (més fotos) | Dades a WD                    |
| ------ | ------------------ | ------------------------------------------------------------------- | ------------ | ----------------------------------------------------- | --- | --------- | ------------------- | ----------------------------- |
|        | riera de la Bisbal | el Montmell la Bisbal del Penedès Albinyana Santa Oliva el Vendrell | curs d'aigua | Desemboca: mar Mediterrània Llarg: 19km Conca: 190km² | 41° 11′ 00″ N, 1° 32′ 54″ E / 41.183333333333°N,1.5483333333333°E 41° 13′ 00″ N, 1° 32′ 00″ E / 41.21667°N,1.53333°E |           | Riera de la Bisbal  | Modifica les dades a Wikidata |
|        | torrent del Lluc   | Santa Oliva el Vendrell                                             | curs d'aigua | Desemboca: riera de la Bisbal                         | 41° 13′ 04″ N, 1° 32′ 23″ E / 41.21784°N,1.53974°E                                                                   |           |                     | Modifica les dades a Wikidata |

## edifici
| imatge | Nom                                                 | Ubicat a    | instància de                | Detalls                                                             | coordenades                                                                                            | Protecció                                  | Commons (més fotos)                                 | Dades a WD                    |
| ------ | --------------------------------------------------- | ----------- | --------------------------- | ------------------------------------------------------------------- | --- | ------------------------------------------ | --------------------------------------------------- | ----------------------------- |
|        | Auditori Pau Casals                                 | el Vendrell | edifici                     | Anomenat per: Pau Casals i Defilló                                  | 41° 11′ 02″ N, 1° 32′ 27″ E / 41.1839°N,1.54093°E ca:Av. Palfuriana 52, 43880 Sant Salvador, Tarragona | bé cultural d'interès local                | Auditori Pau Casals                                 | Modifica les dades a Wikidata |
|        | Balneari Bellamar                                   | el Vendrell | edifici                     | Estil: arquitectura eclèctica Estat: enderrocat o destruït          | |                                            |                                                     | Modifica les dades a Wikidata |
|        | Balneari Brisamar                                   | el Vendrell | edifici                     | Estil: noucentisme Estat: enderrocat o destruït                     | |                                            |                                                     | Modifica les dades a Wikidata |
|        | Casa Nin                                            | el Vendrell | edifici                     | Estil: arquitectura modernista                                      | 41° 13′ 37″ N, 1° 32′ 03″ E / 41.226845°N,1.534038°E ca:Carrer Sant Josep, 19                          |                                            |                                                     | Modifica les dades a Wikidata |
|        | Col·legi Sagrat Cor                                 | el Vendrell | edifici                     | Estil: arquitectura eclèctica                                       | 41° 13′ 25″ N, 1° 32′ 14″ E / 41.2236°N,1.53711°E ca:Ctra. de Valls, 26                                | bé cultural d'interès local                | Col·legi Sagrat Cor (el Vendrell)                   | Modifica les dades a Wikidata |
|        | Consell Comarcal del Baix Penedès                   | el Vendrell | edifici                     |                                                                     | 41° 13′ 19″ N, 1° 32′ 05″ E / 41.222038949943°N,1.53472714223124°E                                     |                                            |                                                     | Modifica les dades a Wikidata |
|        | Farmàcia Magriñá                                    | el Vendrell | edifici oficina de farmàcia | Estil: arquitectura popular 19th century                            | 41° 13′ 16″ N, 1° 32′ 06″ E / 41.2212°N,1.53493°E ca:C. Alt, 33                                        | bé integrant del patrimoni cultural català | Farmàcia Magriñá (el Vendrell)                      | Modifica les dades a Wikidata |
|        | Presó                                               | el Vendrell | edifici                     | Estil: arquitectura eclèctica Estat: enderrocat o destruït          | |                                            |                                                     | Modifica les dades a Wikidata |
|        | Sanatori Marítim Antituberculós de Sant Joan de Déu | el Vendrell | edifici                     | Estil: noucentisme                                                  | 41° 11′ 00″ N, 1° 32′ 17″ E / 41.1833°N,1.53794°E                                                      | bé cultural d'interès local                | Sanatori Marítim Antituberculós de Sant Joan de Déu | Modifica les dades a Wikidata |
|        | Sindicat Cooperatiu                                 | el Vendrell | edifici                     | Arquitecte: Cèsar Martinell i Brunet Estil: arquitectura modernista | 41° 13′ 24″ N, 1° 32′ 14″ E / 41.22324°N,1.537214°E ca:Carretera de Valls, 15                          | bé cultural d'interès local                | Sindicat Cooperatiu (el Vendrell)                   | Modifica les dades a Wikidata |
|        | antic Banc Comercial de Tarragona                   | el Vendrell | edifici                     | Arquitecte: Alfons Barba i Miracle Estil: noucentisme 1925          | 41° 13′ 17″ N, 1° 32′ 12″ E / 41.2214°N,1.53653°E ca:Carretera del Doctor Robert, 1-3                  | bé cultural d'interès local                | Antic Banc Comercial de Tarragona (el Vendrell)     | Modifica les dades a Wikidata |
|        | hospital de Sant Salvador                           | el Vendrell | edifici                     | Estil: arquitectura eclèctica                                       | 41° 13′ 32″ N, 1° 32′ 17″ E / 41.2256°N,1.53792°E ca:Ctra. de Santa Oliva, 27-35                       | bé cultural d'interès local                | Hospital de Sant Salvador                           | Modifica les dades a Wikidata |
|        | mercat del Vendrell                                 | el Vendrell | edifici                     | Estil: arquitectura eclèctica 1887                                  | 41° 13′ 11″ N, 1° 32′ 11″ E / 41.2196°N,1.53628°E ca:Plaça del Mercat, 1 46 msnm                       | bé cultural d'interès local                | Mercat del Vendrell                                 | Modifica les dades a Wikidata |
|        | museu Municipal del Vendrell                        | el Vendrell | edifici                     | Estil: arquitectura popular 17th century                            | 41° 13′ 12″ N, 1° 32′ 02″ E / 41.21999°N,1.53401°E ca:Carrer Major, 20 46 msnm                         | bé cultural d'interès local                | Museu Municipal del Vendrell                        | Modifica les dades a Wikidata |

## edifici residencial
| imatge | Nom                                | Ubicat a                       | instància de                       | Detalls                             | coordenades                                                                                                | Protecció                   | Commons (més fotos) | Dades a WD                    |
| ------ | ---------------------------------- | ------------------------------ | ---------------------------------- | ----------------------------------- | --- | --------------------------- | ------------------- | ----------------------------- |
|        | Ca l'Alegret                       | el Vendrell                    | edifici residencial                |                                     | 41° 13′ 19″ N, 1° 32′ 13″ E / 41.22196960449219°N,1.5370349884033203°E ca:Carrer Nord, 35                  |                             |                     | Modifica les dades a Wikidata |
|        | Cal Galán (Biblioteca Terra Baixa) | el Vendrell                    | edifici residencial                |                                     | 41° 13′ 12″ N, 1° 32′ 03″ E / 41.220088958740234°N,1.534211039543152°E ca:Carrer Major, 18                 |                             |                     | Modifica les dades a Wikidata |
|        | Villa Neptuno (Cama-ruga)          | el Vendrell                    | edifici residencial                |                                     | 41° 10′ 49″ N, 1° 31′ 16″ E / 41.18033599853515°N,1.5212010145187378°E ca:Coma-ruga. Pg. Marítim, 44       |                             |                     | Modifica les dades a Wikidata |
|        | Vil·l Antonieta (Coma-ruga)        | el Vendrell                    | edifici residencial                | Estil: modernisme català            | 41° 10′ 55″ N, 1° 31′ 34″ E / 41.18193054199219°N,1.5260839462280271°E ca:Coma-ruga. Carrer Vilafranca, 12 |                             |                     | Modifica les dades a Wikidata |
|        | Vil·la Casals                      | Barri Marítim de Sant Salvador | edifici residencial Ús: casa museu | Estil: noucentisme                  | 41° 11′ 00″ N, 1° 32′ 28″ E / 41.1833381652832°N,1.5411540269851685°E ca:Av. Palfuriana, 59                | bé cultural d'interès local | Museu Pau Casals    | Modifica les dades a Wikidata |
|        | casa del Pardo                     | el Vendrell                    | edifici residencial                | Estil: arquitectura del Renaixement | 41° 13′ 12″ N, 1° 32′ 02″ E / 41.21990585327149°N,1.5339879989624023°E ca:Carrer Major, 25                 |                             |                     | Modifica les dades a Wikidata |

## entitat singular de població
| imatge | Nom                       | Ubicat a    | instància de                                   | Detalls   | coordenades                                                               | Protecció | Commons (més fotos)    | Dades a WD                    |
| ------ | ------------------------- | ----------- | ---------------------------------------------- | --------- | ------------------------------------------------------------------------- | --------- | ---------------------- | ----------------------------- |
|        | Barri Marítim del Francàs | el Vendrell | entitat singular de població                   | 989 hab   | 41° 10′ 34″ N, 1° 29′ 47″ E / 41.17606944°N,1.4965°E 51 msnm              |           |                        | Modifica les dades a Wikidata |
|        | Coma-ruga                 | el Vendrell | entitat singular de població                   | 3020 hab  | 41° 10′ 52″ N, 1° 31′ 29″ E / 41.18123611°N,1.52473889°E 2 msnm           |           | Coma-ruga              | Modifica les dades a Wikidata |
|        | Mas Astor                 | el Vendrell | entitat singular de població                   | 238 hab   | 41° 11′ 23″ N, 1° 29′ 34″ E / 41.189596594605°N,1.4928456161873°E 64 msnm |           |                        | Modifica les dades a Wikidata |
|        | Mas Borràs                | el Vendrell | entitat singular de població                   | 438 hab   | 41° 12′ 21″ N, 1° 30′ 03″ E / 41.205914065035°N,1.5008200165839°E 98 msnm |           |                        | Modifica les dades a Wikidata |
|        | Sant Salvador             | el Vendrell | entitat singular de població                   | 1004 hab  | 41° 11′ 05″ N, 1° 32′ 39″ E / 41.18482305°N,1.54420145°E 2 msnm           |           |                        | Modifica les dades a Wikidata |
|        | Sant Vicenç de Calders    | el Vendrell | entitat singular de població                   | 177 hab   | 41° 12′ 14″ N, 1° 30′ 53″ E / 41.203888888889°N,1.5147222222222°E 86 msnm |           | Sant Vicenç de Calders | Modifica les dades a Wikidata |
|        | el Sanatori               | el Vendrell | entitat singular de població                   | 2322 hab  | 41° 11′ 06″ N, 1° 33′ 39″ E / 41.185062921729°N,1.5609115852577°E 2 msnm  |           |                        | Modifica les dades a Wikidata |
|        | el Vendrell               | el Vendrell | entitat singular de població capital municipal | 30309 hab | 41° 13′ 00″ N, 1° 32′ 00″ E / 41.21667°N,1.53333°E 51 msnm                |           |                        | Modifica les dades a Wikidata |
|        | els Masos                 | el Vendrell | entitat singular de població                   | 1919 hab  | 41° 11′ 10″ N, 1° 30′ 05″ E / 41.186103606082°N,1.5012720573588°E 41 msnm |           |                        | Modifica les dades a Wikidata |
|        | la Creu de Coma-ruga      | el Vendrell | entitat singular de població                   | 110 hab   | 41° 11′ 21″ N, 1° 31′ 26″ E / 41.189097616897°N,1.5238591361976°E 26 msnm |           |                        | Modifica les dades a Wikidata |

## església
| imatge | Nom                                | Ubicat a    | instància de    | Detalls                                  | coordenades                                                                                           | Protecció                   | Commons (més fotos)                              | Dades a WD                    |
| ------ | ---------------------------------- | ----------- | --------------- | ---------------------------------------- | --- | --------------------------- | ------------------------------------------------ | ----------------------------- |
|        | Ermita de Sant Salvador            | el Vendrell | església ermita | Estil: arquitectura popular              | 41° 11′ 07″ N, 1° 32′ 40″ E / 41.18527777777778°N,1.5444444444444445°E ca:Plaça de Sant Salvador      | bé cultural d'interès local | Ermita de Sant Salvador del Vendrell             | Modifica les dades a Wikidata |
|        | Sant Ramon de Coma-ruga            | el Vendrell | església        | Estil: arquitectura popular              | 41° 10′ 55″ N, 1° 31′ 12″ E / 41.182°N,1.52003°E                                                      | bé cultural d'interès local | Sant Ramon de Coma-ruga                          | Modifica les dades a Wikidata |
|        | Sant Salvador del Vendrell         | el Vendrell | església        | Estil: arquitectura barroca              | 41° 13′ 12″ N, 1° 32′ 07″ E / 41.2201°N,1.5352°E                                                      | bé cultural d'interès local | Església parroquial del Salvador del Vendrell    | Modifica les dades a Wikidata |
|        | capella de Fàtima del Vendrell     | el Vendrell | església        | Estil: arquitectura popular 18th century | 41° 13′ 22″ N, 1° 32′ 05″ E / 41.22286°N,1.53465°E ca:Carrer de la Pau, 12 50 msnm                    | bé cultural d'interès local | Capella de Fàtima del Vendrell                   | Modifica les dades a Wikidata |
|        | església de Sant Vicenç de Calders | el Vendrell | església        | Estil: arquitectura barroca 1790         | 41° 12′ 12″ N, 1° 30′ 55″ E / 41.20346°N,1.51525°E ca:Plaça de l' Església, 1, Sant Vicenç de Calders | bé cultural d'interès local | Església de Sant Vicenç de Calders (el Vendrell) | Modifica les dades a Wikidata |

## estació de ferrocarril
| imatge | Nom                               | Ubicat a    | instància de           | Detalls                  | coordenades                                                                                            | Protecció                   | Commons (més fotos)                  | Dades a WD                    |
| ------ | --------------------------------- | ----------- | ---------------------- | ------------------------ | --- | --------------------------- | ------------------------------------ | ----------------------------- |
|        | Estació de Sant Vicenç de Calders | el Vendrell | estació de ferrocarril |                          | 41° 11′ 10″ N, 1° 31′ 30″ E / 41.186194444444446°N,1.524888888888889°E ca:Carrer de l'Estació          |                             | Sant Vicenç de Calders train station | Modifica les dades a Wikidata |
|        | estació del Vendrell              | el Vendrell | estació de ferrocarril | Estil: academicisme 1865 | 41° 13′ 16″ N, 1° 32′ 16″ E / 41.22113888888889°N,1.5378333333333334°E ca:C. Jaume Carner, 20 - Rambla | bé cultural d'interès local | Estació del Vendrell                 | Modifica les dades a Wikidata |

## font
| imatge | Nom                  | Ubicat a    | instància de | Detalls                             | coordenades                                          | Protecció                                  | Commons (més fotos) | Dades a WD                    |
| ------ | -------------------- | ----------- | ------------ | ----------------------------------- | ---------------------------------------------------- | ------------------------------------------ | ------------------- | ----------------------------- |
|        | Cascada de la Rambla | el Vendrell | font         | Estil: arquitectura modernista 1907 | 41° 13′ 17″ N, 1° 32′ 16″ E / 41.221325°N,1.537705°E |                                            |                     | Modifica les dades a Wikidata |
|        | Font pública         | el Vendrell | font         | Estil: arquitectura neoclàssica     |                                                      | bé integrant del patrimoni cultural català |                     | Modifica les dades a Wikidata |

## masia
| imatge | Nom                  | Ubicat a    | instància de   | Detalls                                              | coordenades                                                                                                   | Protecció                                            | Commons (més fotos)         | Dades a WD                    |
| ------ | -------------------- | ----------- | -------------- | ---------------------------------------------------- | --- | ---------------------------------------------------- | --------------------------- | ----------------------------- |
|        | Cal Bon Home         | el Vendrell | masia          |                                                      | 41° 11′ 16″ N, 1° 31′ 31″ E / 41.1878079784194°N,1.52536741706007°E                                           |                                                      |                             | Modifica les dades a Wikidata |
|        | Cal Francisquet      | el Vendrell | masia          |                                                      | 41° 12′ 10″ N, 1° 30′ 51″ E / 41.2028857516534°N,1.51409232534511°E                                           |                                                      |                             | Modifica les dades a Wikidata |
|        | Cal Rabassó          | el Vendrell | masia          |                                                      | 41° 12′ 44″ N, 1° 30′ 02″ E / 41.212217377716°N,1.5006760907914°E                                             |                                                      |                             | Modifica les dades a Wikidata |
|        | Cal Sardineta        | el Vendrell | masia          |                                                      | 41° 12′ 30″ N, 1° 28′ 57″ E / 41.2084716160117°N,1.4824176830389°E                                            |                                                      |                             | Modifica les dades a Wikidata |
|        | Canyamars            | el Vendrell | masia          |                                                      | 41° 13′ 09″ N, 1° 32′ 36″ E / 41.2192844873803°N,1.54338980081128°E                                           |                                                      |                             | Modifica les dades a Wikidata |
|        | Corral del Carol     | el Vendrell | masia          |                                                      | 41° 12′ 07″ N, 1° 30′ 55″ E / 41.2018644937092°N,1.51522457757795°E 60 msnm                                   |                                                      |                             | Modifica les dades a Wikidata |
|        | Mas Bartomeu         | el Vendrell | masia          |                                                      | 41° 12′ 14″ N, 1° 32′ 40″ E / 41.2038589790155°N,1.54444757935392°E                                           |                                                      |                             | Modifica les dades a Wikidata |
|        | Mas Borràs           | el Vendrell | masia          |                                                      | 41° 12′ 27″ N, 1° 29′ 51″ E / 41.2076234847401°N,1.49741802743779°E                                           |                                                      |                             | Modifica les dades a Wikidata |
|        | Mas Canaletes        | el Vendrell | masia          |                                                      | 41° 11′ 42″ N, 1° 29′ 43″ E / 41.1950579542178°N,1.49534430312749°E                                           |                                                      |                             | Modifica les dades a Wikidata |
|        | Mas Miró             | el Vendrell | masia          |                                                      | 41° 11′ 53″ N, 1° 29′ 58″ E / 41.1980557418103°N,1.49935419572215°E                                           |                                                      |                             | Modifica les dades a Wikidata |
|        | Mas Solà             | el Vendrell | masia          |                                                      | 41° 10′ 59″ N, 1° 31′ 02″ E / 41.1829923156137°N,1.51721290716665°E                                           |                                                      |                             | Modifica les dades a Wikidata |
|        | Mas d'en Gual        | el Vendrell | masia          |                                                      | 41° 13′ 08″ N, 1° 31′ 03″ E / 41.218952471391°N,1.51737907744188°E ca:Camí al Mas d'en Gual                   |                                                      |                             | Modifica les dades a Wikidata |
|        | Mas de l'Astor       | el Vendrell | masia          |                                                      | 41° 11′ 27″ N, 1° 29′ 27″ E / 41.1909086101023°N,1.49076499998474°E                                           |                                                      |                             | Modifica les dades a Wikidata |
|        | Mas del Bassa        | el Vendrell | masia          |                                                      | 41° 12′ 00″ N, 1° 32′ 22″ E / 41.2000847520381°N,1.53946266475459°E                                           |                                                      |                             | Modifica les dades a Wikidata |
|        | Mas del Bombo        | el Vendrell | masia torrassa | Estil: arquitectura popular 16th century             | 41° 13′ 09″ N, 1° 32′ 42″ E / 41.2193°N,1.54487°E ca:Urbanització la Muntanyeta, davant del cementiri 60 msnm | bé d'interès cultural bé cultural d'interès nacional | Mas del Bombo (el Vendrell) | Modifica les dades a Wikidata |
|        | Masia Bonavista      | el Vendrell | masia          |                                                      | 41° 11′ 22″ N, 1° 33′ 53″ E / 41.1893320568119°N,1.56471838537747°E                                           |                                                      |                             | Modifica les dades a Wikidata |
|        | Masia Català         | el Vendrell | masia          |                                                      | 41° 11′ 42″ N, 1° 32′ 40″ E / 41.1949220870701°N,1.54433555071668°E                                           |                                                      |                             | Modifica les dades a Wikidata |
|        | Masia Rabassó        | el Vendrell | masia          |                                                      | 41° 12′ 00″ N, 1° 32′ 43″ E / 41.1999161756629°N,1.54535784766599°E                                           |                                                      |                             | Modifica les dades a Wikidata |
|        | Masia Vallflor       | el Vendrell | masia          |                                                      | 41° 11′ 58″ N, 1° 32′ 10″ E / 41.1994037624561°N,1.53619818873324°E                                           |                                                      |                             | Modifica les dades a Wikidata |
|        | Masia de Socies      | el Vendrell | masia          |                                                      | 41° 11′ 07″ N, 1° 31′ 49″ E / 41.1852494070271°N,1.53026569256882°E                                           |                                                      |                             | Modifica les dades a Wikidata |
|        | Masia de l'Andorrà   | el Vendrell | masia          |                                                      | 41° 12′ 12″ N, 1° 30′ 00″ E / 41.2033248156201°N,1.5000209601527°E                                            |                                                      |                             | Modifica les dades a Wikidata |
|        | Masia de la Marquesa | el Vendrell | masia          |                                                      | 41° 11′ 53″ N, 1° 32′ 45″ E / 41.1979221817887°N,1.54580747556951°E                                           |                                                      |                             | Modifica les dades a Wikidata |
|        | Masia del Badeixo    | el Vendrell | masia          |                                                      | 41° 12′ 17″ N, 1° 33′ 08″ E / 41.204695705038°N,1.55222919666052°E                                            |                                                      |                             | Modifica les dades a Wikidata |
|        | Masia del Candeles   | el Vendrell | masia          |                                                      | 41° 12′ 52″ N, 1° 30′ 40″ E / 41.2143138302059°N,1.51111397962717°E                                           |                                                      |                             | Modifica les dades a Wikidata |
|        | Masia del Fonts      | el Vendrell | masia          |                                                      | 41° 11′ 49″ N, 1° 31′ 50″ E / 41.1970518512797°N,1.53046675307903°E                                           |                                                      |                             | Modifica les dades a Wikidata |
|        | Masia del Gerrer     | el Vendrell | masia          |                                                      | 41° 12′ 57″ N, 1° 30′ 19″ E / 41.2158591422864°N,1.50524572253245°E                                           |                                                      |                             | Modifica les dades a Wikidata |
|        | Masia del Manso      | el Vendrell | masia          |                                                      | 41° 13′ 36″ N, 1° 30′ 35″ E / 41.2267905860974°N,1.50982873759389°E                                           |                                                      |                             | Modifica les dades a Wikidata |
|        | cal Palau            | el Vendrell | masia          | Estil: arquitectura popular noucentisme 18th century | 41° 13′ 17″ N, 1° 32′ 08″ E / 41.2214°N,1.53567°E ca:Carrer dels Cafès, 15                                    | bé integrant del patrimoni cultural català           | Cal Palau (el Vendrell)     | Modifica les dades a Wikidata |
|        | el Molí de Vent      | el Vendrell | masia          |                                                      | 41° 13′ 09″ N, 1° 32′ 43″ E / 41.2192896990117°N,1.54522682864889°E                                           |                                                      |                             | Modifica les dades a Wikidata |
|        | els Hostalets        | el Vendrell | masia          |                                                      | 41° 11′ 21″ N, 1° 29′ 12″ E / 41.1891426242414°N,1.48660832048936°E                                           |                                                      |                             | Modifica les dades a Wikidata |
|        | les Coves            | el Vendrell | masia          |                                                      | 41° 12′ 04″ N, 1° 31′ 38″ E / 41.2010736317114°N,1.52728789349108°E                                           |                                                      |                             | Modifica les dades a Wikidata |

## monument
| imatge | Nom                       | Ubicat a    | instància de | Detalls | coordenades                                                                                            | Protecció                                  | Commons (més fotos)                   | Dades a WD                    |
| ------ | ------------------------- | ----------- | ------------ | ------- | --- | ------------------------------------------ | ------------------------------------- | ----------------------------- |
|        | Escultura L'Avi i la Neta | el Vendrell | monument     |         | 41° 13′ 13″ N, 1° 32′ 05″ E / 41.22039031982422°N,1.5348509550094604°E ca:Plaça Vella                  |                                            |                                       | Modifica les dades a Wikidata |
|        | Monument a Pau Casals     | el Vendrell | monument     |         | 41° 11′ 02″ N, 1° 32′ 29″ E / 41.18387985229492°N,1.5414830446243286°E ca:Plaça de Joan Sebastian Bach |                                            |                                       | Modifica les dades a Wikidata |
|        | Monument als Castellers   | el Vendrell | monument     |         | 41° 12′ 50″ N, 1° 32′ 06″ E / 41.21376°N,1.53502°E ca:Av. Jaume Carner                                 | bé integrant del patrimoni cultural català | Monument als Castellers (el Vendrell) | Modifica les dades a Wikidata |

## muntanya
| imatge | Nom                 | Ubicat a              | instància de | Detalls | coordenades                                                         | Protecció | Commons (més fotos) | Dades a WD                    |
| ------ | ------------------- | --------------------- | ------------ | ------- | ------------------------------------------------------------------- | --------- | ------------------- | ----------------------------- |
|        | Munt de Sant Vicenç | el Vendrell           | muntanya     |         | 41° 12′ 00″ N, 1° 31′ 00″ E / 41.2°N,1.51667°E                      |           |                     | Modifica les dades a Wikidata |
|        | Puig Claper         | el Vendrell Albinyana | muntanya     |         | 41° 13′ 18″ N, 1° 29′ 35″ E / 41.2216°N,1.49299°E 280.3 msnm        |           |                     | Modifica les dades a Wikidata |
|        | Puig Lleó           | el Vendrell Albinyana | muntanya     |         | 41° 13′ 43″ N, 1° 29′ 42″ E / 41.2286°N,1.49504°E 311.6 msnm        |           |                     | Modifica les dades a Wikidata |
|        | Puig Rodó           | el Vendrell           | muntanya     |         | 41° 12′ 20″ N, 1° 29′ 23″ E / 41.2056°N,1.48986°E 221 msnm          |           |                     | Modifica les dades a Wikidata |
|        | Roca Aguilera       | el Vendrell           | muntanya     |         | 41° 12′ 46″ N, 1° 29′ 47″ E / 41.2127°N,1.49643°E 222 msnm          |           |                     | Modifica les dades a Wikidata |
|        | el Puig             | el Vendrell           | muntanya     |         | 41° 12′ 57″ N, 1° 32′ 19″ E / 41.21585°N,1.53857°E                  |           |                     | Modifica les dades a Wikidata |
|        | la Fontanilla       | el Vendrell           | muntanya     |         | 41° 12′ 07″ N, 1° 29′ 23″ E / 41.20191389°N,1.48972778°E 211.9 msnm |           |                     | Modifica les dades a Wikidata |
|        | les Torretes        | Albinyana el Vendrell | muntanya     |         | 41° 14′ 18″ N, 1° 30′ 50″ E / 41.2384°N,1.51388°E 250.4 msnm        |           |                     | Modifica les dades a Wikidata |
|        | turó de la Font     | Calafell el Vendrell  | muntanya     |         | 41° 12′ 17″ N, 1° 33′ 31″ E / 41.20478056°N,1.55863611°E 131.7 msnm |           |                     | Modifica les dades a Wikidata |

## museu
| imatge | Nom              | Ubicat a                       | instància de | Detalls                       | coordenades                                                        | Protecció                   | Commons (més fotos)       | Dades a WD                    |
| ------ | ---------------- | ------------------------------ | ------------ | ----------------------------- | ------------------------------------------------------------------ | --------------------------- | ------------------------- | ----------------------------- |
|        | Museu Deu        | el Vendrell                    | museu        | Estil: arquitectura eclèctica | 41° 13′ 17″ N, 1° 32′ 03″ E / 41.2215°N,1.53429°E ca:Plaça Nova, 6 | bé cultural d'interès local | Cal Rabassó (el Vendrell) | Modifica les dades a Wikidata |
|        | Museu Pau Casals | Barri Marítim de Sant Salvador | museu        | 1974                          | 41° 10′ 59″ N, 1° 32′ 30″ E / 41.18316111°N,1.54153056°E           |                             | Museu Pau Casals          | Modifica les dades a Wikidata |

## nucli de població
| imatge | Nom                            | Ubicat a    | instància de                           | Detalls | coordenades                                                                | Protecció                                  | Commons (més fotos)         | Dades a WD                    |
| ------ | ------------------------------ | ----------- | -------------------------------------- | ------- | -------------------------------------------------------------------------- | ------------------------------------------ | --------------------------- | ----------------------------- |
|        | Barri Marítim de Sant Salvador | el Vendrell | nucli de població                      |         | 41° 11′ 02″ N, 1° 32′ 33″ E / 41.18381944°N,1.54241944°E                   |                                            | Sant Salvador (el Vendrell) | Modifica les dades a Wikidata |
|        | Bonavista                      | el Vendrell | nucli de població                      |         | 41° 11′ 25″ N, 1° 33′ 39″ E / 41.19037°N,1.56072°E                         |                                            |                             | Modifica les dades a Wikidata |
|        | Edèn Parc                      | el Vendrell | nucli de població                      |         | 41° 12′ 37″ N, 1° 32′ 29″ E / 41.2101801402239°N,1.54143285035669°E        |                                            |                             | Modifica les dades a Wikidata |
|        | Mas d'en Gual                  | el Vendrell | nucli de població jaciment arqueològic |         | 41° 13′ 09″ N, 1° 31′ 04″ E / 41.2191°N,1.51774°E ca:Camí al Mas d'en Gual | bé integrant del patrimoni cultural català |                             | Modifica les dades a Wikidata |
|        | el Nou Vendrell                | el Vendrell | nucli de població                      |         | 41° 13′ 50″ N, 1° 31′ 17″ E / 41.23045989674°N,1.52125931594877°E          |                                            |                             | Modifica les dades a Wikidata |
|        | la Franquesa                   | el Vendrell | nucli de població                      |         | 41° 13′ 03″ N, 1° 33′ 10″ E / 41.2173666680766°N,1.55273709922745°E        |                                            |                             | Modifica les dades a Wikidata |
|        | la Masia Blanca                | el Vendrell | nucli de població                      |         | 41° 10′ 45″ N, 1° 30′ 28″ E / 41.179284103837°N,1.50767533510363°E         |                                            |                             | Modifica les dades a Wikidata |
|        | la Muntanyeta                  | el Vendrell | nucli de població                      |         | 41° 13′ 18″ N, 1° 32′ 45″ E / 41.221803464658°N,1.5457904694718°E          |                                            |                             | Modifica les dades a Wikidata |

## platja
| imatge | Nom                       | Ubicat a    | instància de                                | Detalls                  | coordenades                                                            | Protecció | Commons (més fotos)       | Dades a WD                    |
| ------ | ------------------------- | ----------- | ------------------------------------------- | ------------------------ | ---------------------------------------------------------------------- | --------- | ------------------------- | ----------------------------- |
|        | platja de Coma-ruga       | el Vendrell | platja platja urbana                        | Llarg: 2100m Ample: 120m | 41° 10′ 45″ N, 1° 31′ 20″ E / 41.17909396599224°N,1.522173415515517°E  |           | Platja de Coma-ruga       | Modifica les dades a Wikidata |
|        | platja de Sant Salvador   | el Vendrell | platja platja d'arena daurada platja urbana | Llarg: 1300m Ample: 87m  | 41° 11′ 00″ N, 1° 32′ 34″ E / 41.183299999754°N,1.5426999995797°E      |           | Platja de Sant Salvador   | Modifica les dades a Wikidata |
|        | platja de les Madrigueres | el Vendrell | platja platja urbana                        | Llarg: 1650m Ample: 52m  | 41° 11′ 03″ N, 1° 33′ 17″ E / 41.18427861128924°N,1.5548200848112452°E |           | Platja de les Madrigueres | Modifica les dades a Wikidata |
|        | platja del Francàs        | el Vendrell | platja platja urbana                        | Llarg: 1125m Ample: 30m  | 41° 10′ 33″ N, 1° 30′ 19″ E / 41.175799999946°N,1.5053000000798°E      |           | Platja del Francàs        | Modifica les dades a Wikidata |

## polígon industrial
| imatge | Nom                            | Ubicat a    | instància de       | Detalls | coordenades                                                         | Protecció | Commons (més fotos) | Dades a WD                    |
| ------ | ------------------------------ | ----------- | ------------------ | ------- | ------------------------------------------------------------------- | --------- | ------------------- | ----------------------------- |
|        | Polígon industrial La Cometa I | el Vendrell | polígon industrial |         | 41° 13′ 55″ N, 1° 31′ 53″ E / 41.2318775332646°N,1.53138130984183°E |           |                     | Modifica les dades a Wikidata |
|        | Polígon industrial Les Mates   | el Vendrell | polígon industrial |         | 41° 13′ 44″ N, 1° 33′ 01″ E / 41.2289463578906°N,1.55027444060152°E |           |                     | Modifica les dades a Wikidata |

## pont
| imatge | Nom               | Ubicat a    | instància de | Detalls                                                                                        | coordenades                                                            | Protecció                                  | Commons (més fotos) | Dades a WD                    |
| ------ | ----------------- | ----------- | ------------ | ---------------------------------------------------------------------------------------------- | ---------------------------------------------------------------------- | ------------------------------------------ | ------------------- | ----------------------------- |
|        | Pont Nou          | el Vendrell | pont         | Travessa: riera de la Bisbal                                                                   | 41° 13′ 15″ N, 1° 31′ 58″ E / 41.2208418786677°N,1.53267808512903°E    |                                            |                     | Modifica les dades a Wikidata |
|        | pont de la França | el Vendrell | pont         | Estil: arquitectura neoclàssica arquitectura popular 19th century Travessa: riera de la Bisbal | 41° 13′ 10″ N, 1° 31′ 58″ E / 41.21942°N,1.53288°E ca:C. Major 45 msnm | bé integrant del patrimoni cultural català | Pont de la França   | Modifica les dades a Wikidata |

## quebrada
| imatge | Nom                        | Ubicat a              | instància de | Detalls | coordenades                                                                      | Protecció | Commons (més fotos) | Dades a WD                    |
| ------ | -------------------------- | --------------------- | ------------ | ------- | -------------------------------------------------------------------------------- | --------- | ------------------- | ----------------------------- |
|        | Barranc del Lleó           | Albinyana el Vendrell | quebrada     |         | 41° 13′ 10″ N, 1° 30′ 14″ E / 41.219332°N,1.503998°E 255 61 msnm                 |           |                     | Modifica les dades a Wikidata |
|        | Fondo de les Quatre Boques | el Vendrell Albinyana | quebrada     |         | 41° 12′ 59″ N, 1° 29′ 08″ E / 41.216346944444446°N,1.4856869444444445°E 300 msnm |           |                     | Modifica les dades a Wikidata |

## serra
| imatge | Nom                 | Ubicat a                 | instància de | Detalls | coordenades                                                         | Protecció | Commons (més fotos) | Dades a WD                    |
| ------ | ------------------- | ------------------------ | ------------ | ------- | ------------------------------------------------------------------- | --------- | ------------------- | ----------------------------- |
|        | Serra Llarga        | Roda de Berà el Vendrell | serra        |         | 41° 12′ 02″ N, 1° 28′ 41″ E / 41.2006°N,1.47805°E                   |           |                     | Modifica les dades a Wikidata |
|        | Serra Pedregosa     | Albinyana el Vendrell    | serra        |         | 41° 13′ 43″ N, 1° 29′ 50″ E / 41.2287°N,1.49718°E 358.2 msnm        |           |                     | Modifica les dades a Wikidata |
|        | serra de la Papiola | Albinyana el Vendrell    | serra        |         | 41° 14′ 18″ N, 1° 30′ 36″ E / 41.23832222°N,1.50997222°E 250.4 msnm |           |                     | Modifica les dades a Wikidata |

## torre de defensa
| imatge | Nom                   | Ubicat a    | instància de     | Detalls                                  | coordenades                                                                                       | Protecció                                            | Commons (més fotos)   | Dades a WD                    |
| ------ | --------------------- | ----------- | ---------------- | ---------------------------------------- | ------------------------------------------------------------------------------------------------- | ---------------------------------------------------- | --------------------- | ----------------------------- |
|        | Torre del Botafoc     | el Vendrell | torre de defensa | Estil: arquitectura popular 1874         | 41° 13′ 27″ N, 1° 31′ 47″ E / 41.2242°N,1.52972°E ca:Av. del Baix Penedès - C/ Bonaventura Gassol | bé d'interès cultural bé cultural d'interès nacional | Torre del Botafoc     | Modifica les dades a Wikidata |
|        | Torre del Puig        | el Vendrell | torre de defensa | 19th century                             | 41° 12′ 57″ N, 1° 32′ 19″ E / 41.2158°N,1.53861°E ca:Al Puig del Vendrell 72 msnm                 | bé d'interès cultural bé cultural d'interès nacional | Torre del Puig        | Modifica les dades a Wikidata |
|        | torre del Mas Francàs | el Vendrell | torre de defensa | Estil: arquitectura popular 15th century | 41° 10′ 46″ N, 1° 29′ 56″ E / 41.1794°N,1.49875°E ca:Ctra. N-340, km 1.186 23 msnm                | bé d'interès cultural bé cultural d'interès nacional | Torre del Mas Francàs | Modifica les dades a Wikidata |

## Misc
| imatge | Nom                                   | Ubicat a    | instància de                                    | Detalls                                                          | coordenades                                                                                                   | Protecció                                            | Commons (més fotos)                   | Dades a WD                    |
| ------ | ------------------------------------- | ----------- | ----------------------------------------------- | ---------------------------------------------------------------- | --- | ---------------------------------------------------- | ------------------------------------- | ----------------------------- |
|        | Ajuntament del Vendrell               | el Vendrell | casa consistorial                               | Estil: arquitectura popular arquitectura eclèctica               | 41° 13′ 12″ N, 1° 32′ 06″ E / 41.22°N,1.53494°E                                                               | bé cultural d'interès local                          | Ajuntament del Vendrell               | Modifica les dades a Wikidata |
|        | Corralot d'en Virgili                 | el Vendrell | casa forta                                      | Estil: arquitectura popular 16th century                         | 41° 12′ 22″ N, 1° 28′ 46″ E / 41.206228°N,1.479497°E                                                          | bé d'interès cultural bé cultural d'interès nacional |                                       | Modifica les dades a Wikidata |
|        | El Vendrell observatory               | el Vendrell | observatori astronòmic                          |                                                                  | 41° 11′ 23″ N, 1° 31′ 17″ E / 41.189751°N,1.5213°E                                                            |                                                      |                                       | Modifica les dades a Wikidata |
|        | Fornícula de Santa Anna               | el Vendrell | fornícula                                       | Estil: arquitectura popular 19th century                         | 41° 13′ 23″ N, 1° 32′ 01″ E / 41.222971°N,1.5335771°E ca:c/ Santa Anna, 37                                    | bé integrant del patrimoni cultural català           | Fornícula de Santa Anna (el Vendrell) | Modifica les dades a Wikidata |
|        | Les Guàrdies                          | el Vendrell | poblat ibèric                                   |                                                                  | 41° 11′ 26″ N, 1° 34′ 46″ E / 41.19061111°N,1.57932222°E                                                      | bé integrant del patrimoni cultural català           |                                       | Modifica les dades a Wikidata |
|        | Pedrera Lázaro                        | el Vendrell | pedrera                                         |                                                                  | 41° 11′ 51″ N, 1° 29′ 12″ E / 41.1975112044845°N,1.48665404390064°E                                           |                                                      |                                       | Modifica les dades a Wikidata |
|        | Reserva marina de la Masia Blanca     | el Vendrell | àrea protegida àrea protegida Natura 2000       | 1999 Superfície: 457ha                                           | 41° 10′ 26″ N, 1° 30′ 35″ E / 41.173836826407225°N,1.5097522850654244°E                                       |                                                      |                                       | Modifica les dades a Wikidata |
|        | Riuet de Coma-ruga                    | Coma-ruga   | curs d'aigua natural                            |                                                                  | |                                                      | El Riuet de Coma-Ruga                 | Modifica les dades a Wikidata |
|        | Sanatori Marítim de Sant Joan de Déu  | el Vendrell | edifici públic                                  | Estil: arquitectura moderna                                      | 41° 11′ 10″ N, 1° 33′ 46″ E / 41.186180114746094°N,1.562870979309082°E ca:Av. del Sanatori                    |                                                      |                                       | Modifica les dades a Wikidata |
|        | TV-2127                               | el Vendrell | carretera                                       |                                                                  | 41° 11′ 50″ N, 1° 32′ 11″ E / 41.19735°N,1.53641°E                                                            |                                                      |                                       | Modifica les dades a Wikidata |
|        | Tancat del Galan                      | el Vendrell | indret                                          |                                                                  | 41° 13′ 10″ N, 1° 31′ 45″ E / 41.21945°N,1.529175°E                                                           |                                                      |                                       | Modifica les dades a Wikidata |
|        | Torre del Cintoi                      | el Vendrell | torre de sentinella                             | Estil: arquitectura popular 13rd century                         | 41° 12′ 47″ N, 1° 32′ 04″ E / 41.2131°N,1.53434°E ca:Carrer del Cintoi 43 msnm                                | bé d'interès cultural bé cultural d'interès nacional | Torre del Cintoi                      | Modifica les dades a Wikidata |
|        | Torre del Telègraf Pujol del Reverter | el Vendrell | torre de telegrafia òptica                      | Estil: arquitectura popular 19th century                         | 41° 11′ 33″ N, 1° 30′ 31″ E / 41.192578°N,1.508711°E ca:Carrer de les Clotes, els Masos de Coma-ruga 116 msnm | bé d'interès cultural bé cultural d'interès nacional | Torre del Telègraf (el Vendrell)      | Modifica les dades a Wikidata |
|        | castell de Sant Vicenç de Calders     | el Vendrell | castell                                         |                                                                  | 41° 12′ 14″ N, 1° 30′ 52″ E / 41.204°N,1.51456°E 109 msnm                                                     | bé d'interès cultural bé cultural d'interès nacional | Castell de Sant Vicenç de Calders     | Modifica les dades a Wikidata |
|        | fondo de l'Escaldat                   | el Vendrell | riu                                             | Desemboca: mar Mediterrània                                      | 41° 11′ 06″ N, 1° 30′ 03″ E / 41.1849°N,1.50075°E                                                             |                                                      |                                       | Modifica les dades a Wikidata |
|        | l'estany de Coma-ruga                 | el Vendrell | llac element arquitectònic                      | Estil: noucentisme 20th century                                  | 41° 10′ 53″ N, 1° 31′ 25″ E / 41.18129°N,1.52372°E ca:Barri marítim de Coma-ruga 2 msnm                       | bé integrant del patrimoni cultural català           | L'Estany de Coma-ruga                 | Modifica les dades a Wikidata |
|        | les Madrigueres                       | el Vendrell | zona humida                                     | Superfície: 30.8ha                                               | 41° 11′ 10″ N, 1° 33′ 02″ E / 41.1861°N,1.5506°E                                                              |                                                      | Platja de les Madrigueres             | Modifica les dades a Wikidata |
|        | les Voltes                            | el Vendrell | porxe                                           | Estil: arquitectura popular                                      | 41° 13′ 17″ N, 1° 32′ 06″ E / 41.22137°N,1.53512°E ca:Pl. Nova 49 msnm                                        | bé integrant del patrimoni cultural català           | Les Voltes (el Vendrell)              | Modifica les dades a Wikidata |
|        | mar Mediterrània                      |             | mar interior mar mediterrani conca hidrogràfica | Superfície: 2500000km² Profunditat: 5267 1541m Volum: 3839000km³ | 38° N, 17° E / 38°N,17°E 0 msnm                                                                               |                                                      | Mediterranean Sea                     | Modifica les dades a Wikidata |
|        | torrent de l'Aragall                  | el Vendrell | torrent                                         |                                                                  | 41° 11′ 37″ N, 1° 31′ 36″ E / 41.19356666666667°N,1.526763888888889°E 61 0 msnm                               |                                                      |                                       | Modifica les dades a Wikidata |